# Zucker-Birke
Die Zucker-Birke (Betula lenta) ist ein mittelgroßer Laubbaum aus der Gattung der Birken in der Familie der Birkengewächse (Betulaceae). Das Verbreitungsgebiet liegt im Osten Kanadas und im Osten der USA.

## Beschreibung
Die Zucker-Birke ist ein bis 25 Meter hoher Baum mit schmaler und regelmäßiger aufrechter Krone und dunkel rotbrauner bis schwärzlicher, stark rissiger, aber nicht abrollender Rinde. Junge Triebe sind rötlich braun, anfangs silbrig behaart und später kahl. Sie schmecken süß und riechen bei Verletzung aromatisch. Die Blätter sind länglich-eiförmig, 5 bis 10 Zentimeter lang und 3 bis 6 Zentimeter breit, zugespitzt mit meist herzförmiger Basis und scharf doppelt gesägtem Rand. Die Blattoberseite ist glänzend dunkelgrün und kahl, die Unterseite ist matt grün und anfangs seidig behaart. Je Blatt werden 9 bis 12 Nervenpaare gebildet. Der Blattstiel ist 0,6 bis 2,5 Zentimeter lang. Als weibliche Blütenstände werden 2 bis 3,5 Zentimeter lange, aufrecht stehende, eiförmige, fast sitzende Kätzchen gebildet. Die Fruchtschuppen sind kahl und haben kurze Lappen. Die seitlichen Lappen sind abgerundet und abstehend. Als Früchte werden Flügelnüsse gebildet, deren Flügel schmäler als der Samenkörper ist. 
Die Chromosomenzahl beträgt {\displaystyle 2n=28}.

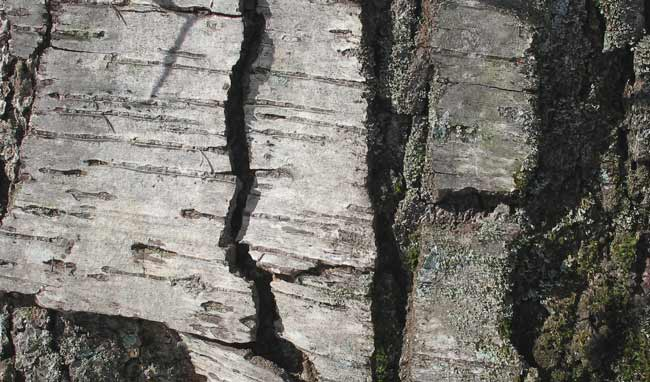
Borke
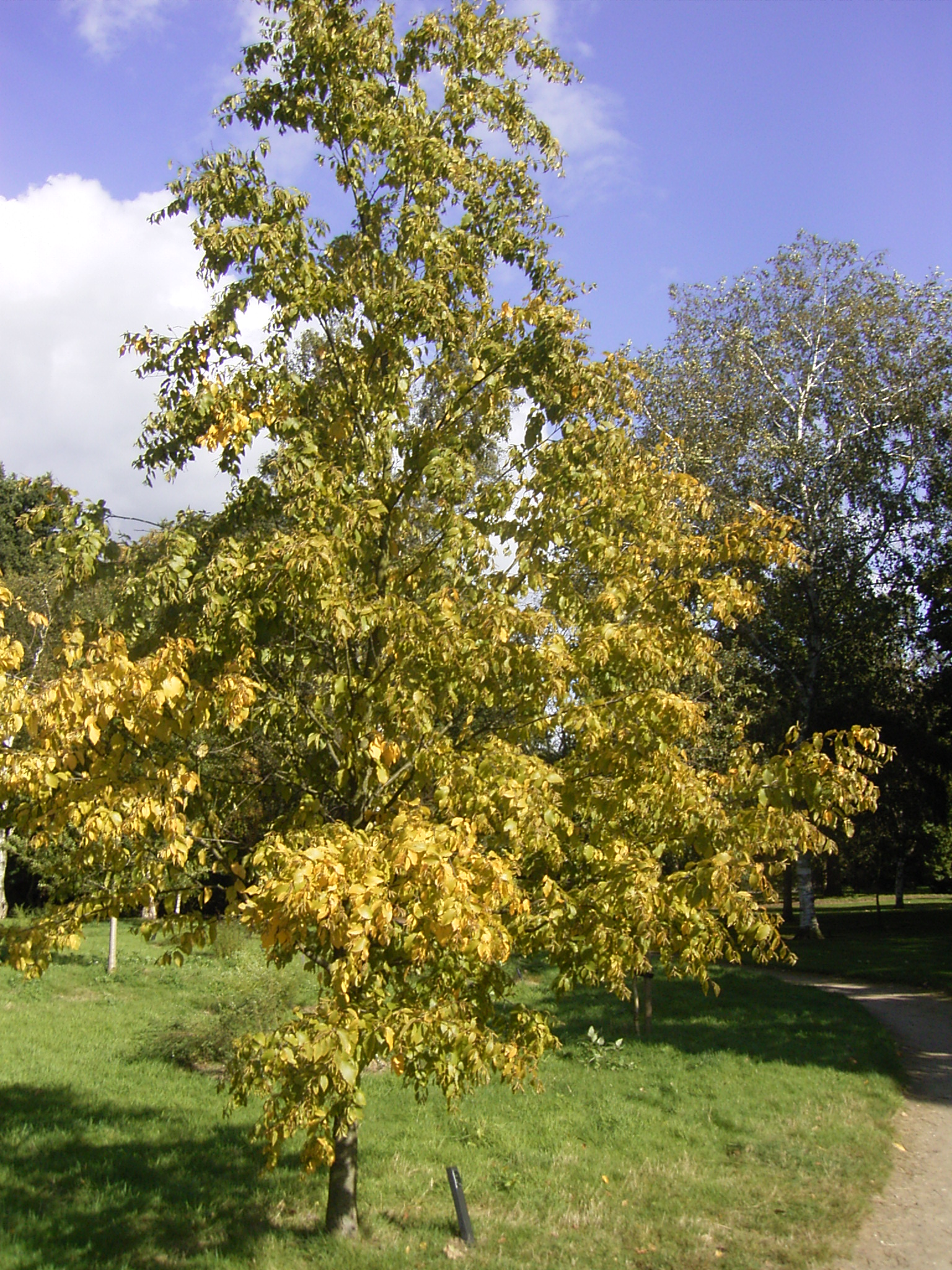
Junge Zucker-Birke
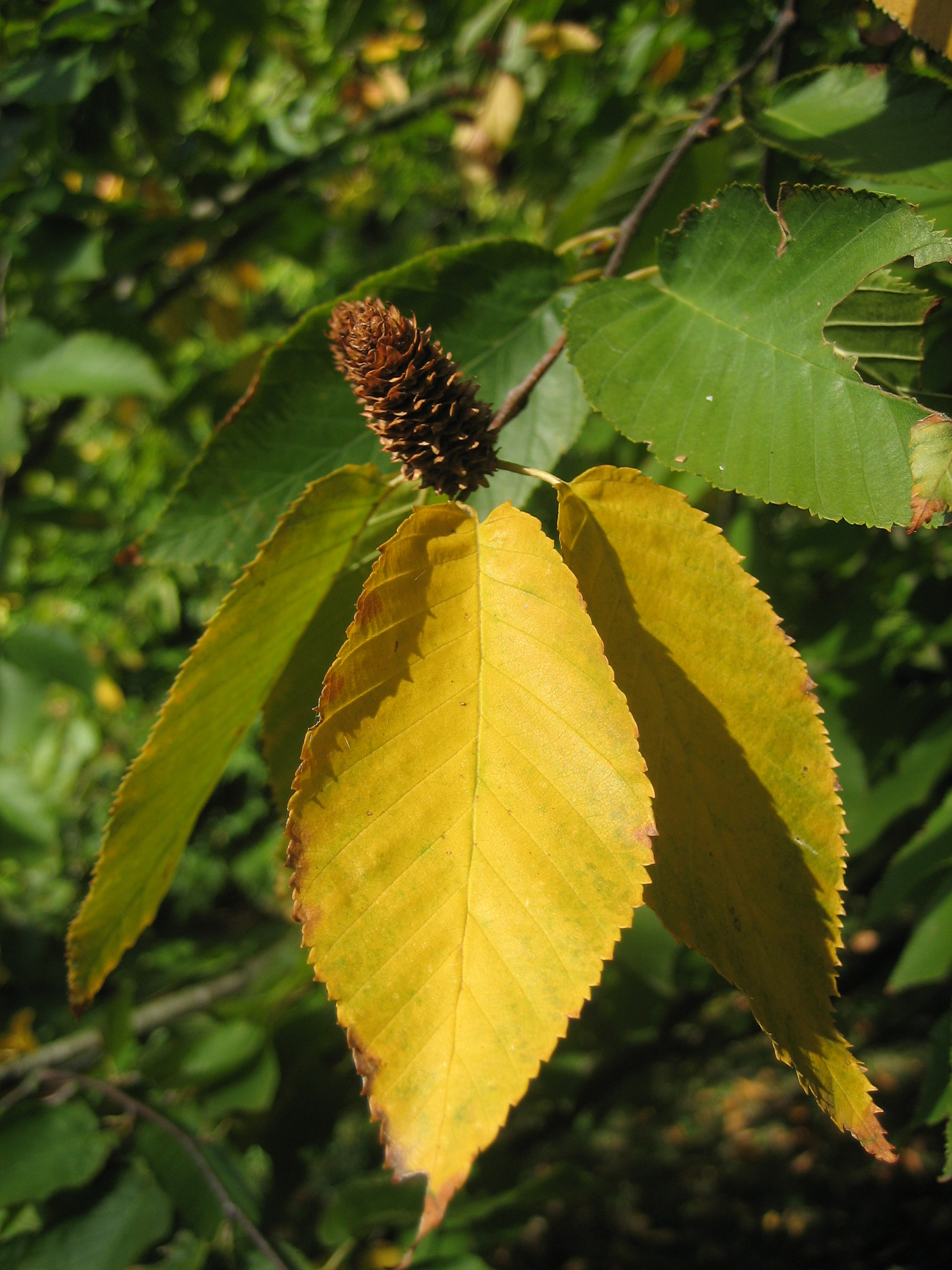
Belaubter Zweig mit Fruchtstand

## Verbreitung und Ökologie

Verbreitungsgebiet der Zucker-Birke

Das Verbreitungsgebiet liegt in der Provinz Ontario im Osten von Kanada und in mehreren Teilstaaten im Nordosten und Südosten der USA. Dort wächst sie in artenreichen Wäldern und Gehölzgruppen auf frischen bis feuchten, nährstoffreichen, sauren bis neutralen, sandig-humosen oder lehmig-humosen Böden an sonnigen bis lichtschattigen, kühl-ausgeglichenen Standorten. Die Art ist frosthart. Die Zucker-Birke ist die dominante Art der Hartholzwälder der nördlichen Appalachen.

## Systematik und Forschungsgeschichte
Die Zucker-Birke (Betula lenta) ist eine Art aus der Gattung der Birken (Betula) in der Familie der Birkengewächse (Betulaceae). Die Erstbeschreibung erfolgte 1753 durch Carl von Linné im Species Plantarum.
Man kann zwei Formen unterscheiden:
- Betula lenta f. lenta: Sie kommt vom östlichen Kanada bis zu den östlichen Vereinigten Staaten vor.[4]
- Betula lenta f. uber (Ashe) McAll. & Ashburner (Syn.: Betula uber (Ashe) Fernald): Sie kommt nur im US-Bundesstaat Virginia vor.[4]

## Verwendung
Die Art wird wegen ihres Holzes häufig genutzt. Aufgrund der bemerkenswerten Herbstfärbung ist sie auch ein beliebtes Ziergehölz. Sie war früher die Hauptquelle für Salicylsäuremethylester, das aus dem Holz gewonnen wurde. Die indianischen Einwohner verwendeten die Art auch medizinisch gegen Erkältungen, Fieber, Durchfallerkrankungen und Schmerzen.

## Nachweise